# Wolfgang Cerny
Wolfgang Cerny (* 31. August 1984 in Wien) ist ein österreichischer Schauspieler.

## Leben und Karriere

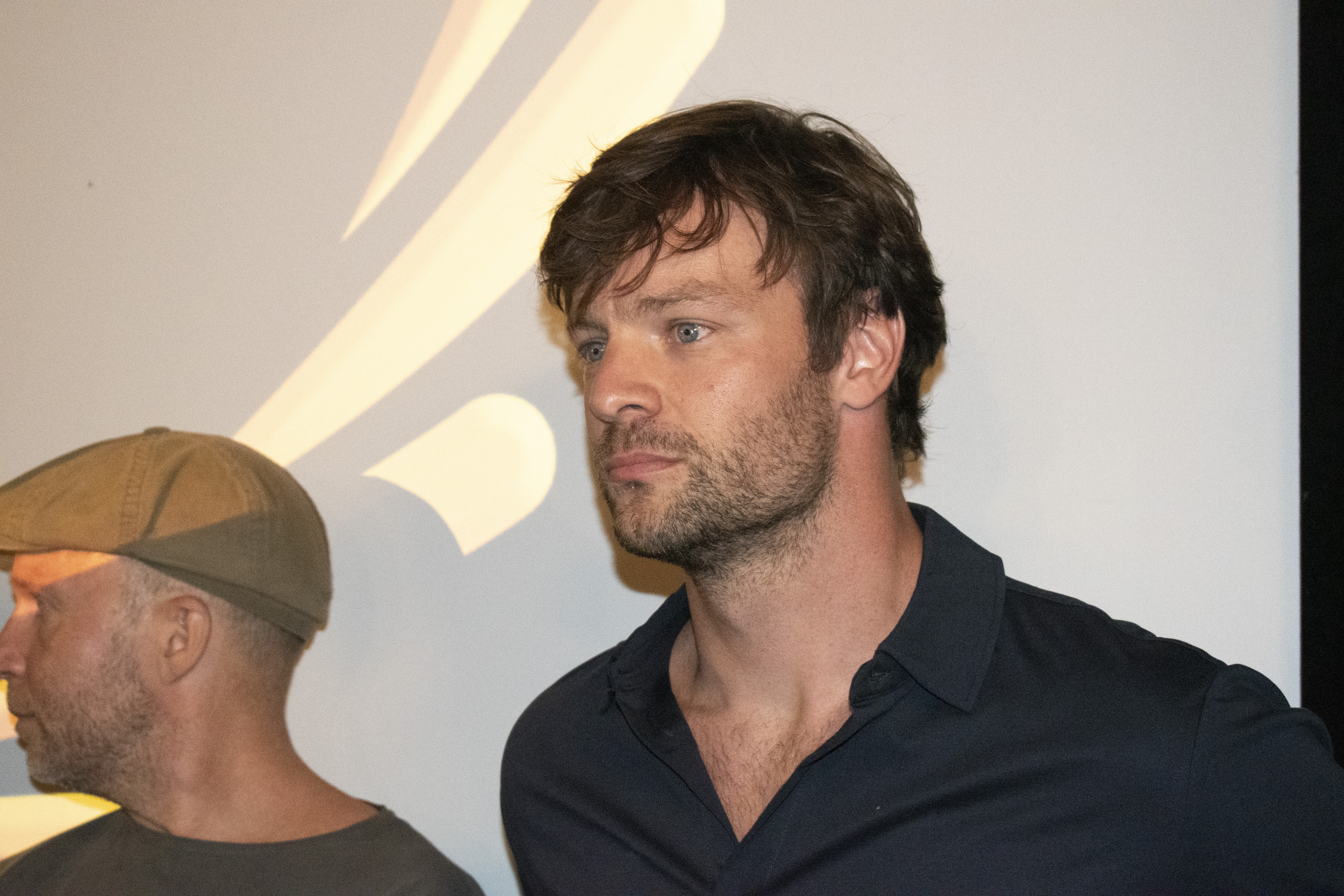
Wolfgang Cerny beim Vienna Independent Film Festival

Cerny spielte während der Matura an einem Sportgymnasium in verschiedenen Schul- und Studentengruppen in Wien und betrieb aktiv Kampfsport. Es folgten Schauspielprojekte an der Filmakademie Wien und der Akademie der angewandten Künste. Außerdem wirkte Cerny in mehreren Kurzfilmen mit. Der Film Drunter sind wir alle nackt (2006, Regie Alexander Dirninger) lief auf Festivals in Wien, Hamburg, Brest und Tokio.
Im Mai 2008 spielte Cerny im Wiener Off-Theater in dem Theaterstück Taifun von Menyhért Lengyel unter der Regie von Daniel Schrader. Außerdem spielte er in Wien am Theater in der Drachengasse.
2009 schloss Cerny seine Schauspielausbildung am Konservatorium Wien ab. Ab Februar 2009 spielte Cerny am Volkstheater Wien in einer Bühnenfassung von Die Reifeprüfung. Zu seinem erarbeiteten Theaterrepertoire gehören Rollen wie Jimmy in Blick zurück im Zorn von John Osborne, Mark Anton in Julius Caesar von William Shakespeare, Ferdinand in Kabale und Liebe von Friedrich Schiller und Cal in Kampf des Negers und der Hunde von Bernard-Marie Koltès.
Von August 2009 bis August 2010 war Cerny als Lukas Zastrow in der ARD-Telenovela Sturm der Liebe zu sehen. Von Oktober 2009 bis August 2010 war er zusammen mit Sarah Stork männlicher Hauptdarsteller der 5. Staffel.
2010/2011 war Cerny Ensemblemitglied an der Münchner Schauburg und spielte in klassischen wie modernen Stücken, von William Shakespeare und Blake Nelson. 2011 spielte Cerny dort die Rolle des Prinz Ferdinand in Shakespeares Spätwerk Der Sturm.
Im Sommer 2012 übernahm Wolfgang Cerny die Hauptrolle des Alexander von Foss, eines deutschen Scharfschützen, in dem russischen TV-Mehrteiler Snipers an der Seite von Tatjana Arntgolz, unter der Regie von Zinovi Roisman. In der 11. Staffel der österreichischen Krimiserie SOKO Donau (2019) übernahm er eine Episodenhauptrolle als Schmied und Mitglied einer Mittelaltertruppe.
Beim Vienna Independent Film Festival 2023 erhielt Wolfgang Cerny für seine Rolle in The Whirlpool den Preis als Bester Hauptdarsteller.

## Filmografie
- 2009–2010: Sturm der Liebe (als Lukas Zastrow, Hauptrolle)
- 2012: Snipers (als Alexander von Foss, Hauptrolle)
- 2014: SOKO Donau/SOKO Wien – Im Schatten der Macht (als Felix Wimmer, Episodenrolle)
- 2014: War Corespondent (als Matt McCue, Hauptrolle)
- 2015: SOKO München – Und dann kam Alf (als Tobias Klein, Episodenrolle)
- 2015: Tatort – Grenzfall (als Martin Ryba, Episodenrolle)
- 2015: Mission: Impossible – Rogue Nation (als österreichischer Polizeibeamter, Nebenrolle)
- 2017: Posledniy bogatyr (The Last Warrior, als Alosha Popovich)
- 2018: Action Team (als Bogohardt)
- 2018: T-34
- 2019: SOKO Donau/SOKO Wien (Fernsehserie, Folge Ritterschlag)
- 2022: Red Ghost: Nazi Hunter (als Hauptsturmführer Braun)
- 2025: SOKO Donau/SOKO Wien (Fernsehserie, Folge: Blunznfett durchs Leben)